# Pustelnik I (przystanek kolejowy)
Pustelnik I – przystanek kolejowy na nieistniejącej już linii Mareckiej Kolei Dojazdowej.